# Jonathan Franzen
Jonathan Franzen (Chicago, Estados Unidos, 17 de agosto de 1959) es un escritor estadounidense, que saltó a la fama en 2001 con su novela Las correcciones, ganadora del National Book Award y que ha vendido 2,8 millones de ejemplares en el mundo (datos de 2010).

## Biografía
Franzen, aunque nacido en Chicago, Illinois, creció en Webster Groves, un barrio San Luis, Misuri. Estudió en Swarthmore College, famosa institución educativa fundada en 1864 por los cuáqueros que queda unos 18 kilómetros al suroeste de Filadelfia, y también en Alemania gracias a una beca Fulbright. Actualmente vive en el Upper East Side de Manhattan, Nueva York y escribe para la revista The New Yorker. Habla con fluidez alemán.
La ciudad veintisiete, su primera novela, apareció en 1988 y tuvo buena crítica. Es una novela ambientada en San Luis, la ciudad donde creció. Cuatro años más tarde publicó Movimiento fuerte, sobre una familia disfuncional, los Holland, cuyo declive camina en paralelo a una serie de terremotos en la Costa Este.
Estos dos primeros trabajos no suscitaron gran interés en el público. Para superar los problemas económicos, acrecentados tras su divorcio con Valerie Cornell en 1994, comenzó a impartir clases de Literatura, pero el escaso interés de sus alumnos acabaron por llevarlo a un estado de depresión.
Para que llegara la auténtica fama hubo que esperar nueve años: en 2001 publicó Las correcciones. Otros nueve años pasaron antes de que apareciera su cuarta novela, Freedom, calificada de "obra maestra" por el Sunday Book Review del New York Times. 
Su gran afición es la ornitología, que practica desde 1999, año en que falleció su madre. Esta afición por los pájaros se refleja en algunas de sus novelas, como Libertad y Pureza. Es sabido que acepta acudir a los festivales literarios si están próximos a un parque natural con riqueza ornitológica .

## Premios y reconocimientos
- Premio Whiting 1988 a escritores noveles.
- La revista literaria Granta en 1996 (N.º 54) lo incluye entre los 20 mejores jóvenes novelistas estadounidenses.
- National Book Award 2001 por Las correcciones.
- Las correcciones fue seleccionada por el club de lectura de Oprah Winfrey y estuvo en la lista del New York Times de los mejores libros del año. Obtuvo el premio Salon Book, entre otras distinciones, que en total fueron más de 20.
- Premio James Tait Black Memorial 2002 por Las correcciones.
- Finalista del Premio Pulitzer 2002 por Las correcciones.
- La revista Time le dedicó su portada del 31 de septiembre de 2010 con ocasión de la salida a la venta de Freedom (hacía diez años que Time no sacaba en portada a un escritor estadounidense).
- Medalla Salón Literario Carlos Fuentes, en la XXVI Feria Internacional del Libro de Guadalajara, entregada el 26 de noviembre de 2012 por la escritora y comentarista televisiva Silvia Lemus, viuda del escritor mexicano Carlos Fuentes.[3]

## Obras

### Novela
- Ciudad veintisiete (The Twenty-Seventh City, 1988), trad. de Luis Murillo, ed. Alfaguara, 2003.
- Movimiento fuerte (Strong Motion, 1992), trad. de Luis Murillo, ed. Alfaguara, 2004.
- Las correcciones (The Corrections, 2001), trad. de Ramón Buenaventura, ed. Seix Barral, ed. 2002.
- Libertad (Freedom, 2010), trad. de Isabel Ferrer, ed. Salamandra, 2011.
- Pureza (Purity, 2015), trad. de Enrique de Hériz, ed. Salamandra, 2015.
- Encrucijadas (Crossroads: A Novel, 2021), trad. de Eugenia Vázquez, ed. Salamandra, 2021.

### Ensayos
- Cómo estar solo (How to Be Alone, 2002), trad. de Jaime Zulaika, ed. Seix Barral, 2003; contiene 14 breves ensayos literarios.
- Zona templada (The Comfort Zone. Growing up with Charlie Brown, 2004), trad. de Jaime Zulaika, ed. Seix Barral, 2005.
- Zona fría (The Discomfort Zone, 2006), trad. de Jaime Zulaika, ed. Seix Barral, 2008; textos autobiográficos.
- Más afuera (Farther Away, 2012), trad. de Isabel Ferrer, ed. Salamandra, 2012.
- El fin del fin de la Tierra (The End of the End of the Earth (essays), 2018), trad. de Enrique Hériz, ed. Salamandra, 2019.